# Taranto FC 1927
Taranto FC 1927 is een Italiaanse voetbalclub uit Tarente.
De eerste voetbalclub van Tarente werd in 1904 opgericht als Mario Rapisardi. Twee jaar later werd US Pro Italia opgericht, beide teams probeerden te fuseren maar dat mislukte. Nadat in 1911 Audace Foot Ball Club werd opgericht kwam er een serieuze rivaliteit tussen Audace en Pro Italia die tot 1927 duurde toen beide teams fuseerden om zo AS Taranto te vormen.
In 1935 promoveerde de club naar de Serie B maar degradeerde meteen terug. Na een nieuwe fusie in 1947 met US Arsenale Taranto heette de club US Arsenaltaranto. Deze naam bleef behouden tot 1955 toen het terug AS Taranto werd.
In de jaren zestig raakte de club terug in de Serie B. In 1977/78 deed de club mee voor promotie, het team werd geleid door aanvaller Erasmo Iacovone, die echter omkwam in een autocrash op 6 februari 1978. Hierna werd het stadion naar hem genoemd. Na seizoen 1980/81 degradeerde de club en keerde na drie seizoenen terug. In 1985 ging de club failliet en werd overgenomen voor het einde van het seizoen. De team moest wel van naam veranderen en nam de naam Taranto Football Club SpA. In 1993 werd de club echter opgeheven.
Hierop werd een nieuwe club opgericht, AS Taranto 1906 die zich aansloot bij de Serie D. In 1994/95 bereikte de club de Serie C2 en in 1998 ging het ook mis met deze club zodat er alweer een nieuw team opgericht werd met opnieuw de benaming US Arsenaltaranto. In 2000 speelde de club in de Serie C2 en veranderde de naam in Taranto Calcio SRL. In 2004 ging de club failliet. Zakenman Vito Luigi Blasi nam de club over en veranderde de naam in Taranto Sport. Na twee opeenvolgende promoties speelt de club vanaf 2006/07 in de Serie C1.
In 2012 nam de club de naam Taranto FC 1927 aan. 
Taranto werd op 7 maart 2025 uitgesloten van verdere deelname aan de competitie als gevolg van herhaaldelijke financiële onregelmatigheden. Vervolgens werd de club 19 punten in mindering gebracht vanwege het niet betalen van spelerssalarissen.